# Kokugaku
A kokugaku (国学, ’nemzeti kultúra’) a 17. században filológiával és múltkutatással indult, de igen hamar nacionalisztikus, a „színjapánságot”, a néplelket (jamato-damasii) kereső mozgalommá átalakult japán stúdium, amely óhatatlanul nemcsak kulturális zsákutcába torkollt, hanem a 20. század első felében a sovén militarista ideológia eszközévé is vált. Művelői (Keicsú, Kamo no Mabucsi) azokat az irodalmi műveket tanulmányozták és annotálták szorgosan, amelyek még a kínai és buddhista hatás elhatalmasodása előtt keletkeztek (Manjósú), valamint a sintót mint „hamisítatlanul” japán jelenséget (Hirata Acutane), illetve a Kodzsiki krónikát, amely „japánabb”, mint a klasszikus kínaiul írott Nihon soki (Motoori Norinaga).